# San Juan de Urabá
San Juan de Urabá este un municipiu din departamentul Antioquia, Columbia.